# 130078 Taschner
130078 Taschner este un asteroid din centura principală de asteroizi.

## Descriere
130078 Taschner este un asteroid din centura principală de asteroizi. A fost descoperit pe 26 noiembrie 1999 la Linz de Erich Meyer. Asteroidul prezintă o orbită caracterizată de o semiaxă mare de 2,52 ua, o excentricitate de 0,19 și o înclinație de 9,4° în raport cu ecliptica.